# Roel Maalderink
Roel Maalderink (Utrecht, 1991) is een Nederlandse programmamaker, presentator en mediajurist.
Maalderink volgde na de middelbare school een liberal arts studie aan het University College, om vervolgens rechtsgeleerdheid te studeren aan de Universiteit Utrecht en de Universiteit van Californië. Hij deed een master informatierecht aan de Universiteit van Amsterdam. Voor zijn afstudeerscriptie over de (grenzen van de) vrijheid van meningsuiting won hij in 2016 de internet scriptieprijs van de Koninklijke Hollandsche Maatschappij der Wetenschappen.
Maalderink begon - toen hij in Amersfoort op het gymnasium zat - met het maken van video's voor YouTube, samen met zijn klasgenoten. Na zijn middelbare school presenteerde hij bij Veronica's CQC en de Wereldomroep. Voor het laatste werd hij in 2010 genomineerd voor de Philip Bloemendal Prijs. In zijn studententijd werkte Maalderink als verslaggever voor de KRO-NCRV, AVROTROS, PowNed en Peter R. de Vries.
Sinds 2017 maakt Maalderink de satirische serie Voxpop voor AD.nl en zijn eigen kanalen. Deze video's werden ook regelmatig vertoond in De Wereld Draait Door en Pauw. Daarnaast presenteert hij De Ochtend Show to go op AD.nl en is hij presentator van de liveshow van De Speld. In 2020 was hij deelnemer aan het televisieprogramma De Slimste Mens. Vanaf 2021 presenteert Maalderink het satirische programma Plakshot voor de VPRO op NPO 3.  
Roel is de jongere broer van radiopresentator Thijs Maalderink. Zijn andere broer, Jos Maalderink, zit in de redactie van De Speld en speelt zichzelf in Plakshot.